# Voormalig sluiswachtershuis Eemnes
Korte Maatsweg 3 is een gemeentelijk monument aan de Korte Maatsweg 3 in Eemnes in de provincie Utrecht. 
De langhuisboerderij staat op de zomerdijk van de Eemnesserpolder en had vroeger Wakkerendijk 32 als postadres. Op deze plek stond al sinds 1727 een boerderij van het waterschap de Gecommitteerde Geërfden van Eemnes-Buiten. Het gebouw was toen het onderkomen van de sluiswachter van de nabijgelegen sluis.
Alle vensters hebben luiken De witgepleisterde voorgevel loopt uit op een tuit. 